# Pellicanolibri
Pellicanolibri è stata una casa editrice italiana con sede a Roma.

## Storia
Pellicanolibri fu fondata dal poeta e scrittore Beppe Costa e da alcuni docenti dell'università di Catania, nel 1976.
La casa editrice ha chiuso l'attività nel 1992, continuando principalmente come libreria a Roma.. Questa dal 2006 è diretta e di proprietà di Dante Costa, figlio del fondatore.
In particolare Pellicanolibri ha fatto riferimento alla sinistra italiana.

## Autori e curatori
A Giuseppe Barone, Gastone Manacorda e Antonino Recupero, si sono aggiunti nel tempo altri intellettuali tra cui Dario Bellezza che ha curato la collana Inediti rari e diversi, pubblicando autori importanti come Goliarda Sapienza, Alberto Moravia, Anna Maria Ortese, Arnoldo Foà, Adele Cambria, Ruggero Orlando, Luce d'Eramo, Angelo Maria Ripellino, Giacinto Spagnoletti, Riccardo Reim, Roberto Pazzi, Federigo Verdinois e molti altri. Successivamente la collana è stata curata dal fondatore Beppe Costa.
Altre collane hanno avuto rilievo, come La nave dei folli (pubblicando tra gli altri Roberto Piumini, Umberto Artioli, Dante Maffia e Franco Trincale) e Visioni e immaginazioni (pubblicando tra gli altri Luigi Pareti e Giuseppe Frazzetto).

## Alcune pubblicazioni
- I triambuli, romanzo di Elio Pecora "scomunicato" da Elsa Morante e dove Dario Bellezza si identifica nel pittore Giacomo.[7]
- I sogni ricorrenti di Biagio Balestrieri di Gianfranco Rossi (1986), in concorso per il Premio Strega.[18]
- Un amore a Spoleto di Melo Freni (1993), in concorso per il Premio Strega.[19]
- Ha tradotto alcuni noti autori stranieri tra cui Fernando Arrabal (con Il gran cerimoniale, Lettera ai militanti comunisti spagnoli e Panico)[20] Gisèle Halimi, La causa delle donne e Fernand Pelloutier (con Lo sciopero generale e l'organizzazione del proletariato, a cura di Enzo Sciacca).[21]
- Ha pubblicato postumo La casa di Icaro di Antonino Uccello.[22]
- Manifesto subnormale di Manuel Vázquez Montalbán,[23] prima pubblicazione dell'autore in lingua italiana.